# Sibylle Matter
Sibylle Matter (Basel, 2 de setembro de 1973) é uma triatleta profissional suíça. 

## Carreira

### Sydney 2000
Sibylle Matter disputou os Jogos de Sydney 2000, terminando em 36º lugar com o tempo de 2:13:25.38. 